# Voltido
Voltido (lombardul: Vultèd) település Olaszországban, Lombardia régióban, Cremona megyében. Lakosainak száma 337 fő (2023. január 1.). Voltido Ca’ d’Andrea, Drizzona, Piadena, San Martino del Lago, Solarolo Rainerio és Torre de’ Picenardi községekkel határos.

## Népesség
A település lakossága az elmúlt években az alábbi módon változott:
| Lakosok száma | 398  | 359  | 347  | 337  |
|               | 2013 | 2017 | 2018 | 2023 |